# Elecciones municipales de Carmen de la Legua-Reynoso de 2018
Las elecciones municipales de Carmen de la Legua Reynoso de 2018 se realizaron el domingo 7 de octubre de dicho año. Servirán para elegir a las personas que formarán el gobierno local de este distrito, alcalde y regidores, para el periodo 2018 - 2022. 
Los electores tendrán la opción de elegir su centro de votación a través de la página web de la Oficina Nacional de Procesos Electorales (ONPE).

## Candidaturas
Lista de candidatos y planes de gobierno.
| Candidato                          | Partido | Partido                         | Plan de Gobierno |
| ---------------------------------- | ------- | ------------------------------- | ---------------- |
| Víctor Saavedra Millones           |         | Perú Libertario                 | Plan             |
| Julio Mateu Aylas                  |         | Frente Amplio                   | Plan             |
| Luís Perez Hinostroza              |         | Juntos por el Perú              | Plan             |
| Edith Quezada Mena                 |         | Partido Popular Cristiano (PPC) | Plan             |
| Julio Assante Alfaro               |         | Podemos Perú                    | Plan             |
| Carlos Cox                         |         | Por ti Callao                   | Plan             |
| Rosa Silva Gamboa                  |         | Unión por el Perú               | Plan             |
| Edwards Infante López              |         | Fuerza Chalaca                  | Plan             |
| Frailán Flores Castañeda           |         | Perú Nación                     | Plan             |
| Juan Gavilano Ramírez              |         | Perú Patria Segura              | Plan             |
| Daniel Lecca Rubio                 |         | Alianza para el Progreso (APP)  | Plan             |
| Segundo Carlos Feliciano Rodríguez |         | Partido Aprista Peruano         | Plan             |
| Marco Antonio Martínez Palomino    |         | Acción Popular                  | Plan             |
| Alexander Chui Fernández           |         | Somos Perú                      | Plan             |
| Franki Zorrilla Noce               |         | Vamos Perú                      | Plan             |

## Resultados Municipales
Resultados al 100% publicados por la ONPE.
| Candidato                          | Partido | Partido                         | Votos |
| ---------------------------------- | ------- | ------------------------------- | ----- |
| Carlos Cox                         |         | Por ti Callao                   | 6867  |
| Daniel Lecca Rubio                 |         | Alianza para el Progreso (APP)  | 4937  |
| Edwards Infante López              |         | Fuerza Chalaca                  | 3411  |
| Juan Gavilano Ramirez              |         | Perú Patria Segura              | 3122  |
| Edith Quezada Mena                 |         | Partido Popular Cristiano (PPC) | 2657  |
| Rosa Silva Gamboa                  |         | Unión por el Perú               | 1672  |
| Julio Assante Alfaro               |         | Podemos Perú                    | 1440  |
| Marco Antonio Martínez Palomino    |         | Acción Popular                  | 1127  |
| Segundo Carlos Feliciano Rodríguez |         | Partido aprista peruano         | 1060  |
| Frailan Flores                     |         | Somos Perú                      | 1023  |
| Julio Mateu Aylas                  |         | Frente Amplio                   | 853   |
| Víctor Saavedra Millones           |         | Perú Libertario                 | 378   |
| Luís Perez Hinostroza              |         | Juntos por el Perú              | 363   |
|                                    |         | Votos Nulos                     | 4054  |
|                                    |         | Votos en Blanco                 | 2848  |
|                                    |         | Total de votos emitidos         | 35812 |